# Carabinero (soldado)

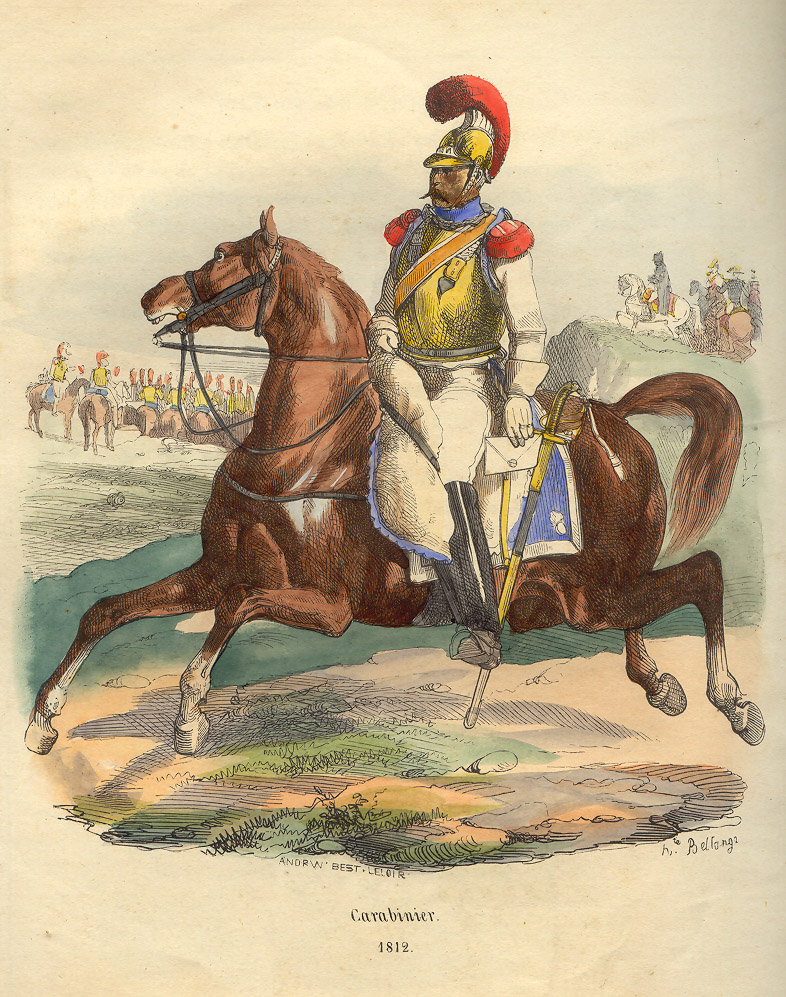
Carabinero francés de 1812

Los carabineros es un cuerpo de soldados que usaban la carabina. 
El primer cuerpo de carabineros o soldados de caballería armados de carabina se formó en Francia en tiempo de Luis XIV. Muchos años antes de la institución del regimiento Real de carabineros, se había dispuesto que en cada compañía de caballería hubiese dos carabineros que se escogían de entre los más diestros tiradores, y en los combates se colocaban a la cabeza de los escuadrones.
A finales de la campaña de 1690, Luis XIV mandó que se formase una compañía de carabineros por cada regimiento de caballería y el mismo Monarca en 1695 formó de estas compañías un regimiento completo de carabineros compuesto de cinco brigadas bajo el título de Regimiento Real de Carabineros, el primero que ha existido y con arreglo a él se formaron otros en la organización militar de las otras naciones.
Sin embargo, con el nombre de carabineros había en España una especie de caballería antigua que no conocían otras naciones a la que sucedieron los dragones y que estaba destinada a escaramuzar o principiar el combate y a proteger las retiradas. Las armas defensivas de esta milicia eran una coraza escotada por el hombro derecho a fin de poder apuntar mejor: una manopla que llegaba hasta el codo de la mano de la brida y un capacete. Las ofensivas eran una escopeta de unos tres pies y medio y una pistola. Para combatir formaban un pequeño escuadrón de más fondo que frente a la izquierda del escuadrón o compañía de caballos ligeros: avanzaban a la señal del capitán hasta doscientos pasos de un escuadrón de lanceros y a cien si era de coraceros. Hacían su descarga fila por fila una detrás de la otra y se retiraban después a retaguardia de su escuadrón. Si los enemigos tenían también carabineros debían atacarlos no en campo, sino escaramuzando para impedirles hacer fuego sobre los caballos ligeros cuando estos marchaban al ataque.